# Kosmos 2463
Kosmos 2463, ruski vojni navigacijski i komunikacijski satelit iz programa Kosmos. Vrste je Parus (br. 207).
Lansiran je 27. travnja 2010. godine u 1:05 s kozmodroma Pljesecka. Lansiran je u nisku orbitu oko planeta Zemlje raketom nosačem Kosmos-3M 11K65M. Orbita mu je 968 km u perigeju i 1010 km u apogeju. Orbitne inklinacije je 82,96°. Spacetrackov kataloški broj je 36519. COSPARova oznaka je 2010-017-A. Zemlju obilazi u 105,00 minute. Pri lansiranju bio je mase kg. 
Iz misije je ostao još jedan dio koji je ostao kružiti u niskoj orbiti. 

## Vanjske poveznice
- N2YO.com Search Satellite Database (engl.)
- Celes Trak SATCAT Format Documentation (engl.)
- Kunstman  Arhivirana inačica izvorne stranice od 12. kolovoza 2019. (Wayback Machine) Satellites in Orbit (engl.)